# Palacknyak Szabadállam
Palacknyak Szabadállam (németül: Freistaat Flaschenhals) rövid életű, kvázi független állam volt az első világháború utáni Németország területén. Hessen-Nassau porosz tartomány francia–amerikai seregektől mentes területén alakult 1919. január 10-én. Palacknyak a mai Hessen és Rajna-vidék-Pfalz német tartományok területén feküdt.

## Alapítása
Az 1918-as fegyverszünetet követően az antant seregei megszállták a német Rajna nyugati partvidékét. Az előzetes tárgyalások alapján mindegyik megszállt körzetet egy 30 km átmérőjű kör alkotta. A brit zóna központja Köln, az amerikaié Koblenz, a franciáé pedig Mainz volt.
A francia és az amerikai zóna nem teljesen érintkezett, kimaradtak belőlük Lorch és Kaub városok, valamint Lorchausen, Sauerthal, Ransel, Wollmerschied, Welterod, Zorn, Strüth és Egenrod falvak.
Délnyugaton a Rajna, két oldalról a megszállási zónák alkották a határait. Északkeleten a területnek sem vasúti, sem közúti összeköttetései nem voltak a német állammal, emiatt a helyiek egy saját, önfenntartó ország szervezésébe kezdtek.
Az ország elnevezését a két szomszédos megszállási övezet üvegnyakhoz hasonló határairól nevezték el Palacknyak-nak, amikor 1919. január 10-én kikiáltották.

## Élet Palacknyakban

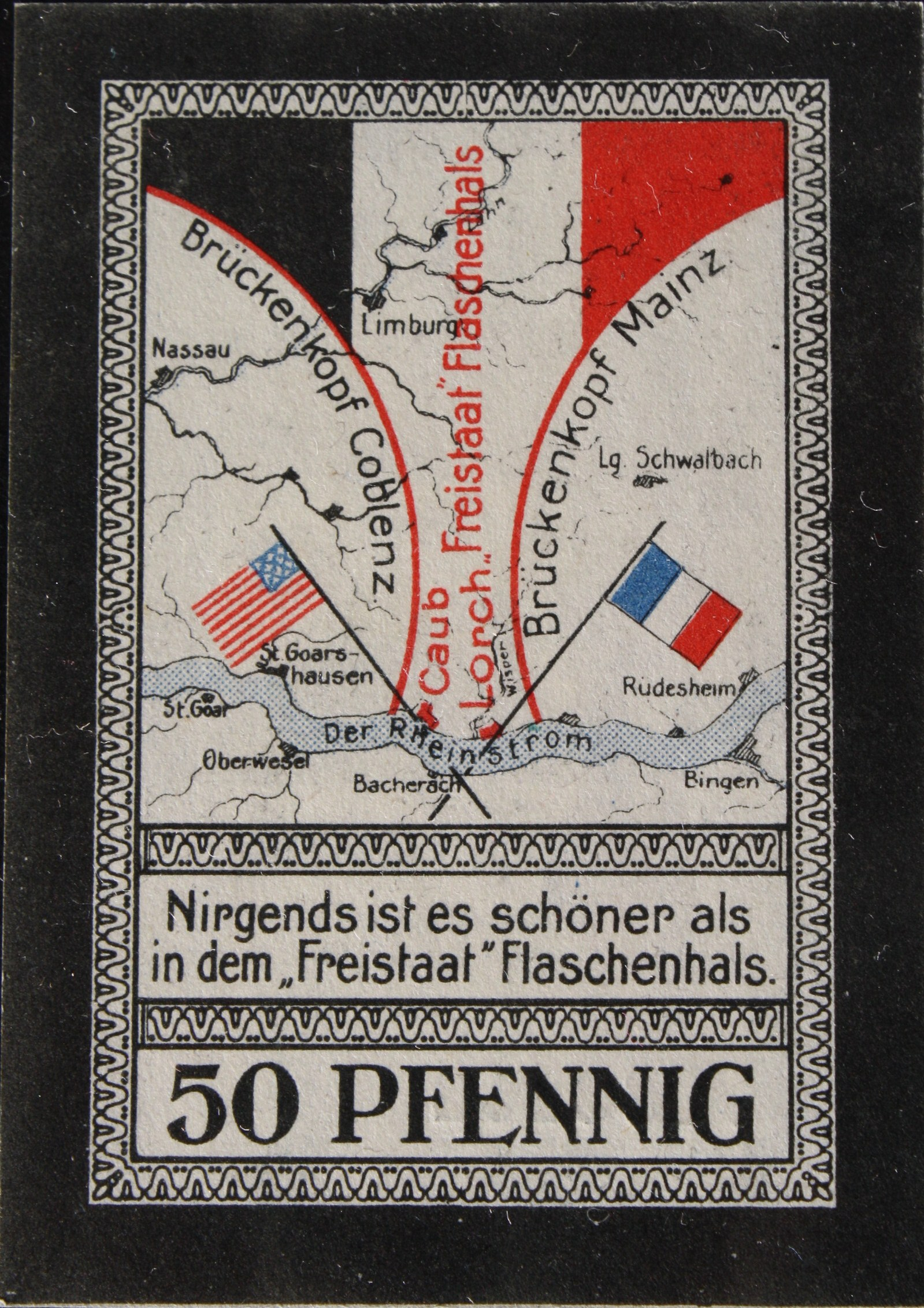
50 pfenniges szükségpénz

A területen megközelítőleg 17 000 ember élt, fővárosa és legnagyobb városa Lorch volt. A város polgármesterét, Edmund Pnischcecket az első választások után kinevezték a frissen megalakult köztársaság államfőjének. A kezdetektől fogva Pnischeck vezette az ország közigazgatását, személyesen felügyelte a bélyegek és a szükségpénzek nyomtatását.
Nem voltak összekötő utak Németország szabadon hagyott részeivel, a vonatok nem állhattak meg a területen, a vízi és légi közlekedés a versailles-i békeszerződés aláírását követően ellehetetlenült. A postai és az árucikkek közvetítését megbízott csempészek végezték. Egyszer egy szénnel megrakott francia tehervonat érkezett a Ruhr-vidékről Palacknyakba, ahol a rakományt felosztották a helyiek között.

## Külföldi kapcsolatok
Az állam saját útlevelet gyártott állampolgárainak, és tervbe vetették egy berlini konzulátus létrehozását. Egyébként az országnak lehetősége volt más államokkal kapcsolatot kialakítani, de az megszűnt, még mielőtt bármiféle érdemi lépés bekövetkezett volna.

## Az állam megszűnése
Négy évnyi fennállás után, 1923-ban hivatalosan is megszűnt Palacknyak, miután Franciaország megszállta a Ruhr-vidéket. Ezzel együtt Hessen-Nassau is visszakapta régi területét.

## Palacknyak a modern korban
Az egykori állam területe ma az UNESCO Közép-Rajna völgye világörökségi helyszínének része. Története mostanság turistalátványosság, leglátogatottabb közülük Kaub és Lorch.  
A palacknyaki bélyegek és valuták mára keresett ritkaságokká váltak a gyűjtőknek. A megszállás idejéből származó, csempészett bor igazi kuriózum a vidéken.

## Fordítás
Ez a szócikk részben vagy egészben  a   Free State Bottleneck című angol Wikipédia-szócikk ezen változatának fordításán alapul.  Az eredeti cikk szerkesztőit annak laptörténete sorolja fel. Ez a jelzés csupán a megfogalmazás eredetét és a szerzői jogokat jelzi, nem szolgál a cikkben szereplő információk forrásmegjelöléseként.